# Marion megye (Dél-Karolina)
Marion megye az Amerikai Egyesült Államokban, azon belül Dél-Karolina államban található. Megyeszékhelye és legnagyobb városa Marion. Lakosainak száma 29 183 fő (2020. április 1.). Marion megye Dillon, Horry, Georgetown, Williamsburg és Florence megyékkel határos.

## Népesség
A megye népességének változása:
| Lakosok száma | 32 962 | 32 750 | 32 414 | 32 072 | 31 747 | 29 183 |
|               | 2010   | 2011   | 2012   | 2013   | 2015   | 2020   |